# آنیتا گوربیتس
آنیتا گوربیتس (انگلیسی: Anita Görbicz؛ زادهٔ ۱۳ مهٔ ۱۹۸۳) بازیکن هندبال سابق حرفه‌ای اهل مجارستان است که برای Győri ETO KC و تیم ملی مجارستان بازی کرده است. او به‌طور گسترده‌ای به عنوان یکی از بهترین بازیکنان هندبال تاریخ شناخته می‌شود و در سال ۲۰۰۵ توسط فدراسیون بین‌المللی هندبال به عنوان بازیکن سال هندبال جهان انتخاب شد. گوربیچ همچنین به عنوان ملکه هندبال در سطح بین‌المللی شناخته شده است.
او ازدواج کرده است؛ همسرش اتتو وینتزه، بازیکن فوتبال سابق مجارستان است. آنها دو پسر به نام‌های بولدیژار (متولد ۲۰۱۵) و دومونکو (متولد ۲۰۲۲) دارند.
او به عنوان شهروند افتخاری دیور (مجارستان) معرفی شده است.
او در سال ۲۰۲۳ به تالار مشاهیر فدراسیون هندبال اروپا وارد شد.

## دوران حرفه‌ای

### باشگاهی
آنیته گوربیچ حرفه خود را از باشگاه مجاری Győri ETO KC در سال ۱۹۹۳ و در سن ۱۰ سالگی آغاز کرد. او تبدیل به عضوی کلیدی در تیم شد و غیبت او یک معضل بزرگ به حساب می‌آید. با تیم ETO، گوربیچ چندین بار قهرمان لیگ و جام مجارستان شد. در سطح اروپا، او به فینال جام برندگان جام و جام EHF راه یافته است.
Győri ETO KC برای اولین بار در سال ۲۰۰۹ به مرحله فینال لیگ قهرمانان هندبال زنان EHF رسید. به دلیل آسیب دیدگی زانو چند روز قبل از مسابقات، گوربیچ فینال‌ها را از دست داد و تیم گور به تیم دانمارکی Viborg HK باخت. با این حال، او در فهرست بهترین گلزنان این تورنمنت در رتبه دوم قرار گرفت.
آنیته در ژانویه ۲۰۱۸ گل ۲۰۰۰ خود را در لیگ مجارستان به ثمر رساند. او پنج بار قهرمان لیگ قهرمانان هندبال زنان EHF شده است.

### بین‌المللی
گوربیچ در قهرمانی جهانی ۲۰۰۳ شرکت کرد، جایی که مجارستان در فینال به فرانسه باخت. او در قهرمانی اروپا ۲۰۰۴ مدال برنز دریافت کرد. در روسیه ۲۰۰۵، او همراه با تیمش مدال برنز را به دست آورد.
آنیته گوربیچ عملکرد خود را در تیم ملی چندین بار به رسمیت شناخته شده است. او سه بار متوالی عضو تیم ستارگان قهرمانی جهانی شده است: ۲۰۰۳، ۲۰۰۵ و ۲۰۰۷. او همچنین در سال‌های ۲۰۰۵ (رتبه سوم) و ۲۰۰۷ (رتبه دوم) جزو بهترین گلزنان تورنمنت قرار گرفت.
او عضو تیم ملی مجارستان در المپیک تابستانی ۲۰۰۴ در آتن و دوباره در المپیک تابستانی ۲۰۰۸ در پکن بود. در ۲۰۰۴، تیم مجارستان پس از شکست از فرانسه در مرحله یک‌چهارم نهایی، در نهایت به مقام پنجم رسید و در مسابقات جایگاه‌یابی برزیل و اسپانیا را شکست داد. در بازی‌های المپیک ۲۰۰۸، مجارستان پس از پیروزی بر رومانی در مرحله یک‌چهارم نهایی و رسیدن به نیمه‌نهایی، در نیمه‌نهایی به روسیه باخت و سپس در فینال برنز به کره جنوبی باخت. گوربیچ در المپیک ۲۰۰۸، ۴۹ گل به ثمر رساند که فقط رامونا مایر از رومانی بیشتر از او گل زده بود.
آنیته در ۱۰ دسامبر ۲۰۱۷ اعلام کرد که پس از عدم صعود مجارستان به مرحله یک‌چهارم نهایی قهرمانی جهانی ۲۰۱۷ از تیم ملی خداحافظی می‌کند.

### زندگی شخصی
اولین همسر او آندراش پریسنگ بود. آنها در سال ۲۰۰۶ ازدواج کردند و پس از ۱۷ ماه از یکدیگر جدا شدند. آنیته هم‌اکنون با اتّو وینسه، بازیکن فوتبال سابق مجاری ازدواج کرده است. او در ژوئن ۲۰۱۵ صاحب پسرشان بولدی‌ژار شد. در ۱۳ ژوئن ۲۰۲۲ اعلام شد که او منتظر فرزند دومش به نام دومونکوس است که در اکتبر ۲۰۲۲ به دنیا آمد.

## دستاوردها

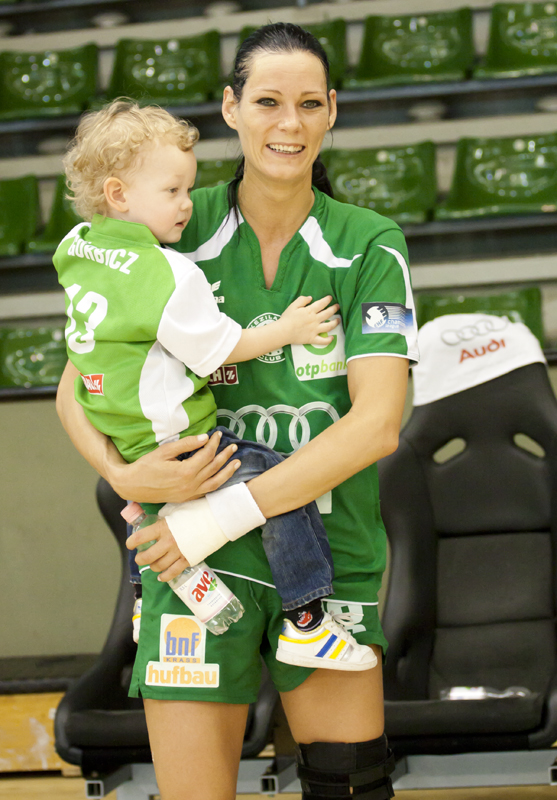
گوربیچ در سال ۲۰۱۱

او یکی از بهترین بازیکنان هندبال تاریخ، در دوران حرفه‌ای خود دستاوردهای بسیاری کسب کرده است. او ۱۳ بار قهرمان لیگ ملی هندبال زنان مجارستان (Nemzeti Bajnokság I) و ۱۵ بار قهرمان جام حذفی هندبال مجارستان (Magyar Kupa) شده است. همچنین، در لیگ قهرمانان هندبال زنان EHF پنج بار قهرمان و در سه دوره فینالیست بوده است.
گوربیچ در سطح بین‌المللی نیز موفقیت‌های چشمگیری داشته و دو بار مدال نقره و یک بار مدال برنز در مسابقات قهرمانی جهان به دست آورده است. همچنین، در مسابقات قهرمانی اروپا دو بار مدال برنز کسب کرده است.
در جوایز فردی، او در سال ۲۰۰۵ به عنوان «بازیکن سال هندبال جهان» شناخته شد و ۶ بار به عنوان «بهترین بازیکن هندبال مجارستان» انتخاب شد. او همچنین در مسابقات مختلف از جمله لیگ قهرمانان هندبال و جام کارپاتیان به عنوان برترین گلزن شناخته شده است.
- مسابقات لیگ ملی مجارستان:
  - برنده (۱۳ بار): ۲۰۰۵، ۲۰۰۶، ۲۰۰۸، ۲۰۰۹، ۲۰۱۰، ۲۰۱۱، ۲۰۱۲، ۲۰۱۳، ۲۰۱۴، ۲۰۱۶، ۲۰۱۷، ۲۰۱۸، ۲۰۱۹
  - مدال نقره: ۲۰۰۰، ۲۰۰۴، ۲۰۰۷، ۲۰۱۵
  - مدال برنز: ۱۹۹۹، ۲۰۰۱، ۲۰۰۲، ۲۰۰۳
- جام حذفی هندبال مجارستان:
  - برنده (۱۵ بار): ۲۰۰۵، ۲۰۰۶، ۲۰۰۷، ۲۰۰۸، ۲۰۰۹، ۲۰۱۰، ۲۰۱۱، ۲۰۱۲، ۲۰۱۳، ۲۰۱۴، ۲۰۱۵، ۲۰۱۶، ۲۰۱۸، ۲۰۱۹، ۲۰۲۱
  - فینالیست: ۲۰۰۰، ۲۰۰۲، ۲۰۰۴، ۲۰۱۷
- لیگ قهرمانان هندبال زنان EHF:
  - برنده (۵ بار): ۲۰۱۳، ۲۰۱۴، ۲۰۱۷، ۲۰۱۸، ۲۰۱۹
  - فینالیست: ۲۰۰۹، ۲۰۱۲، ۲۰۱۶
  - نیمه‌نهایی: ۲۰۰۷، ۲۰۰۸، ۲۰۱۰، ۲۰۱۱، ۲۰۲۱
- جام برندگان جام هندبال زنان EHF:
  - فینالیست: ۲۰۰۶
  - نیمه‌نهایی: ۲۰۰۳
- جام EHF هندبال زنان:
  - فینالیست: ۲۰۰۲، ۲۰۰۴، ۲۰۰۵
- قهرمانی جهانی هندبال زنان جوانان:
  - مدال نقره: ۲۰۰۱
- مسابقات قهرمانی هندبال زنان جهان:
  - مدال نقره: ۲۰۰۳
  - مدال برنز: ۲۰۰۵
- قهرمانی هندبال زنان اروپا:
  - مدال برنز: ۲۰۰۴، ۲۰۱۲

## جوایز فردی
- بازیکن سال هندبال جهان: ۲۰۰۵
- بهترین بازیکن هندبال مجارستان: ۲۰۰۵، ۲۰۰۶، ۲۰۰۷، ۲۰۱۳، ۲۰۱۴، ۲۰۱۷
- برترین گلزن لیگ ملی هندبال زنان مجارستان: ۲۰۰۸
- بازیکن برتر پست پلی‌میکر در قهرمانی جهان: ۲۰۰۳، ۲۰۰۵، ۲۰۰۷، ۲۰۱۳
- جایزه پریما: ۲۰۰۹
- برترین گلزن لیگ قهرمانان هندبال زنان EHF: ۲۰۱۲، ۲۰۱۴
- برترین گلزن جام کارپاتیان: ۲۰۱۲، ۲۰۱۶
- تیم ستارگان لیگ قهرمانان هندبال زنان EHF: ۲۰۱۴
- بازیکن ماه هندبال زنان EHF: مه ۲۰۱۷، ژوئن ۲۰۱۷، آوریل ۲۰۱۸